# 곡산 강씨
곡산 강씨(谷山康氏)는 황해도 곡산군을 본관으로 하는 한국의 성씨이다.

## 역사
신천 강씨(信川 康氏)의 시조 강지연(康之淵)의 6세손인 상산백(象山伯) 강서(康庶)를 곡산 강씨의 중조(中祖)로 한다.
강서의 아들 강윤성(康允成)은 충혜왕 때 문과에 급제하여 한림학사(翰林學士), 이부시랑(吏部侍郞), 판삼사사(判三司事) 등을 지내고, 1343년(충혜왕 후 4)에 문하찬성사(門下贊成事)로 임명되었다. 강윤성의 딸이 조선 태조의 계비(繼妃)로 신덕왕후(神德王后)가 되면서, 강윤성은 태조의 국구(國舅)로서 상산부원군(象山府院君)에 봉해지고 경안백(慶安伯)에 추봉되었다.

## 본관
곡산(谷山)은 황해도 북동단에 위치하는 지명으로, 본래 고구려의 십곡성(十谷城)인데 통일신라 경덕왕이 진서(鎭瑞)로 고쳤고 고려초에 곡주(谷州)로 개칭하였다. 1393년(조선 태조 2)에는 곡산으로 개칭하고 부(府)로 승격하였다. 조선 1895년에 곡산군이 되었으며, 별칭은 덕둔홀, 고곡, 진서, 상산 등이다.
《세종실록지리지》에는 곡산군의 토성(土姓)으로 우(禹)·노(盧)·강(康)·한(韓)·용(龍)·연(延) 6성이 기록되어 있다.
황해도 곡산군 운중면 임계리 용봉동이 신덕왕후의 출생지이다. 정조 23년(1799년)에 신덕왕후를 기리기위해 세워진 비인 신덕왕후사제구기(神德王后私第舊基)가 있다.

## 조선 왕실과의 인척 관계
- 태조 비 신덕왕후